# Coscurita
Coscurita bezeichnet einen Ort und eine Gemeinde (municipio) mit 68 Einwohnern (Stand: 2024) im Süden der Provinz Soria in der Autonomen Gemeinschaft Kastilien-León. Zur Gemeinde gehören auch die Weiler Bordejé, Centenera del Campo, Neguillas und Villalba. Die katholische Kirchengemeinde gehört zum Bistum Osma-Soria.

## Lage
Der Ort Coscurita liegt in der von Felsen und Hügeln durchsetzten Hochebene im Süden der Provinz Soria in einer Höhe von ca. 960 Metern ü. d. M. Die Entfernung zur nördlich gelegenen Provinzhauptstadt Soria beträgt ca. 43 Kilometer (Fahrtstrecke). Der kleine aber historisch bedeutsame Ort Almazán liegt nur etwa neun Kilometer in nordwestlicher Richtung entfernt.

## Bevölkerungsentwicklung
| Jahr      | 1960 | 1970 | 1981 | 1991 | 2001 | 2010 |
| Einwohner | 636  | 389  | 214  | 166  | 141  | 112  |

In der ersten Hälfte des 20. Jahrhunderts hatte die Gemeinde konstant zwischen 600 und 770 Einwohner. Die zunehmende Mechanisierung der Landwirtschaft und der daraus resultierende Verlust an Arbeitsplätzen haben in hohem Maße zu dem deutlichen Rückgang der Bevölkerung in den letzten Jahrzehnten beigetragen.

## Wirtschaft
Die Gemeinde lebte jahrhundertelang ausschließlich vom Getreideanbau (Gerste und Weizen), der hauptsächlich für die Selbstversorgung betrieben wurde; auch Viehhaltung (Schafe, Ziegen, Hühner) fand in geringem Maße statt. Der Ort Barca diente als merkantiles, handwerkliches und kulturelles Zentrum für die inzwischen zumeist verschwundenen Weiler und Einzelgehöfte in seiner Umgebung. Heute spielt die Landwirtschaft immer noch die wichtigste Rolle, doch sind auch geringfügige Einnahmen aus dem Tourismus (Vermietung von Ferienwohnungen) zu verzeichnen.

## Geschichte
Nach der arabisch-maurischen Eroberung entvölkerten sich weite Gebiete im Norden der Iberischen Halbinsel. Im 10. Jahrhundert begann unter dem kastilischen Grafen Gonzalo Téllez die in der zweiten Hälfte des 11. Jahrhunderts unter Alfons VI. vollendete Rückeroberung (reconquista) Altkastiliens, die in der Einnahme der etwa 250 Kilometer weiter südwestlich gelegenen Stadt Toledo im Jahr 1085 ihren vorläufigen Höhepunkt fand. In dieser Zeit wurde Barca von Siedlern aus dem christlichen Norden neu- oder wiederbesiedelt (repoblación).

## Sehenswürdigkeiten
Coscurita
Die Pfarrkirche San Cristóbal ist ein einschiffiger Bau aus dem 16. Jahrhundert mit einem in der Barockzeit erneuerten Glockengiebel. Bei einer Restaurierungsmaßnahme des Jahres 1914 wurde der Eingang von der Südseite auf die Westseite verlegt.
Bordejé
Die – mit Ausnahme der Ecksteine – gänzlich aus Bruchsteinen (mampostería) erbaute einschiffige Pfarrkirche San Martín von Bordejé ist ein schönes Beispiel ländlicher Sakralarchitektur, die keinerlei Stilmerkmale erkennen lässt. Während das niedrige fensterlose Langhaus, der etwas erhöhte Vierungsbereich und die gerade schließende Apsis aus dem 13./14. Jahrhundert stammen könnten, ist der robuste Westturm mit seinem tiefenräumigen Glockengiebel dem 19. Jahrhundert zuzuordnen. Der Eingang zur Kirche befindet sich – wie in der Region üblich – auf der Südseite und ist durch einen Vorbau vor den Unbilden des Wetters geschützt. Der insgesamt gedrungen wirkende Bau kommt ohne seitliche Abstützungen der Außenwände (Strebepfeiler) aus. In der Vorhalle ist eine – im Norden der Iberischen Halbinsel eigentlich nur im Baskenland anzutreffende – scheibenförmige Grabstele mit kleinem Sockel vermauert.
Neguillas
Auf einer felsigen Anhöhe befinden sich die noch etwa zwei Meter hohen Überreste eines Wachturms (atalaya), der aufgrund seines vergleichsweise exakt bearbeiteten Steinmaterials jedoch eher der mittelalterlich-christlichen Zeit zugeordnet werden muss.